# Can Balanyà (Figuerola del Camp)
Can Balanyà és un edifici protegit com a bé cultural d'interès local del municipi de Figuerola del Camp (Alt Camp).

## Descripció
És una casa que delimita tres carrers. La façana principal dona al carrer de les Portelles. Té planta, un pis i golfes. En la planta baixa, la façana principal presenta dues portes d'accés d'arc rebaixat. La de la dreta està tractada amb materials més nobles i a la clau hi ha la data i un escut. Hi ha també quatre finestres de diferents dimensions i distribució irregular. Al primer pis hi ha sis balcons amb barana de ferro forjat. Totes les portes són regulars, llevat de la que coincideix amb la porta principal i que presenta el mateix tractament noble, en arc rebaixat i escut a la clau. Les golfes presenten sis obertures quadrades. Acabament en cornisa. Es pot remarcar, a la part esquerra, un balcó de planta semicircular, i el treball de forja del conjunt. Material: pedra, maó, arrebossat i pintat.

## Història
Can Balanyà és un dels casals més remarcables del nucli. Tot i que les dates que s'observen a la façana corresponen al segle xix, el seu origen és anterior.